# De zwarte tulp (film)
De zwarte tulp is een Nederlands-Engelse stomme film uit 1921 in zwart-wit, gerealiseerd door Maurits Binger. Hij is gebaseerd op de roman De zwarte tulp van Alexandre Dumas. Voor de Engelse markt kreeg de film de titel The Black Tulip.
Het was de eerste verfilming van het boek dat – voor een roman van Dumas – zelden op het grote of kleine scherm zou worden gebracht. De bezetting van de Nederlandse stille film bestond uit een mengeling van Hollandse en Engelse acteurs vanwege de coproductie met Groot-Brittannië (wat voor de bezoeker geen verschil maakte aangezien er toch niet werd gesproken in de film).

## Verhaal
In het Haarlem van de 17e eeuw wordt een tulpenwedstrijd uitgeschreven, het gaat erom wie de eerste zwarte tulp kan kweken, de winnaar krijgt 100.000 gulden als beloning. Cornelis van Baerle lijkt het te gaan lukken maar vele concurrerende kwekers proberen zijn pogingen te dwarsbomen. Door politieke strubbelingen raakt Cornelis in de gevangenis terecht. De tulp houdt zelfs heel Holland in de ban, de teloorgang van de gebroeders De Witt zien we ook voorbij komen. Uiteindelijk beslist de Prins van Oranje dat Cornelis vrij moet komen, deze kweekt zijn tulp, wint zijn prijs en trouwt met Rosa.

## Rolverdeling
| Acteur               | Personage                   |
| -------------------- | --------------------------- |
| Gerald McCarthy      | Cornelis van Baerle         |
| Zoe Palmer           | Rosa, dochter van de Cipier |
| Eduard Verkade       | Cornelis de Witt            |
| Dio Huysmans         | Johan de Witt               |
| Coen Hissink         | Cipier Gryphus              |
| Harry Waghalter      | Isaac Boxtel                |
| August van den Hoeck | Tichelaer                   |
| Frank Dane           | Prins van Oranje            |

## Trivia
- Bijzonder is dat de film op de meeste originele plaatsen gefilmd is zoals het in het boek van Dumas is beschreven, die locaties waren in Haarlem (onder andere het stadhuis van Haarlem, Den Haag (Buitenhof en Gevangenpoort), Dordrecht en Slot Loevestein.
- Bij EYE Film Instituut Nederland is zowel in het archief als online een (niet geheel complete) kopie te vinden.[1]